# 3-メチル-1-ペンタノール
3-メチル-1-ペンタノール(3-methyl-1-pentanol)は、有機化合物の一つ。天然では、キダチトウガラシの一品種、タバスコペッパーで生成する。消防法による第4類危険物 第2石油類に該当する。